# 杨奇清

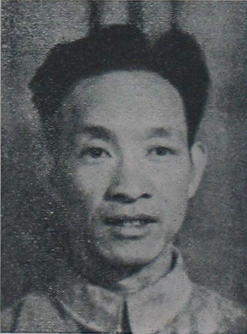
杨奇清近照

杨奇清（1911年—1978年11月），湖南平江人，八路军、中国人民解放军军事将领。
1930年，加入中国工农红军，担任红五军第一纵队第一支队宣传员、红三军团第一师一团任连政治委员。1932年，调中央革命军事委员会总卫生处任组织科科长。8月任红三军团政治保卫局执行科科长、部长。参加了中央红军全部五次反围剿战役。1934年10月参加长征。1935年11月，长征到陕北后，任红一军团政治保卫局局长。1936年6月，任红军西方野战军总政治部保卫部部长。同年10月任红军前敌总指挥部保卫部部长，参加了东征、西征战役。
抗日战争期间，担任八路军总政治部保卫部部长，八路军野战政治部锄奸部部长，中共中央北方局社会部部长等职。第二次国共内战期间，担任晋冀鲁豫军区第四纵队副政治委员，中共晋冀鲁豫中央局常务委员兼社会部部长，中共中央华北局社会部副部长，兼华北人民政府公安部副部长等职。
中华人民共和国成立后，历任中央人民政府政务院公安部副部长、最高人民检察署委员，中南军政委员会政治法律委员会副主任兼公安部部长，最高人民检察署中南分署检察长、中共中央中南局常务委员，中华人民共和国公安部副部长、中央保密委员会委员等职。
1967年，被关入秦城监狱，1972年保外就医，1975年10月恢复公安部副部长职务，1978年11月病逝。